# チョコボdeモバイル
『チョコボdeモバイル』（Chocobo de MOBILE、チョコボでモバイル）は、スクウェア・エニックスが配信する携帯電話用アプリゲームである。キャリアはau（KDDI・沖縄セルラー電話連合）のEZweb（EZアプリ（BREW））とNTTドコモのiモード（iアプリ）に対応している。ジャンルは能力チェックミニゲーム集である。
複数のアプリに分かれており、1つのアプリをパッケージとして販売していたが、2010年3月31日に配信が停止された。ほかに、「ランキング対応Flashゲーム」があり、これは存続している。

## 概要
アプリ版は、携帯電話用の専用サイト「スクエニモバイル」で1つのパッケージにつきポイント（料金）で購入できた。「ランキング対応Flashゲーム」は会員専用のフリーコンテンツであるので、ポイントはかからない。なお、東芝のau向けの端末W47T、およびDRAPEにはこの『チョコボdeモバイル』の体験版アプリがあらかじめプレインストールされている。
ファイナルファンタジーシリーズのキャラクターであるチョコボなどを操り、さまざまなミニゲームをこなしていく。パッケージには「戦士の書」「シーフの書」「モンクの書」があり、「ランキング対応Flashゲーム」には「黒魔道士の巻物」「騎士（ナイト）の巻物」「白魔道士の巻物」がある。

## ミニゲーム
各パッケージに含まれるミニゲームをあげる。

### 戦士の書
- チョコボマラソン
- チョコボのホームラン競争
- とべとべ黒チョコボ

### シーフの書
- チョコボは何匹
- しろくろチョコボ
- チョコボの間違い探し
- ジョブあてクイズ
- モーグリonアイス

### モンクの書
- もぐもぐデブチョコボ
- チョコボのアップルハンター
- チョコボとモーグリサーカス団
- チョコボのウエスタン